# Makarówka (obwód miński)
Makarówka (biał. Макараўка; ros. Макаровка) – wieś na Białorusi, w obwodzie mińskim, w rejonie wołożyńskim, w sielsowiecie Wołożyn. Od wschodu graniczy z Wołożynem.
W dwudziestoleciu międzywojennym leżała w Polsce, w województwie nowogródzkim, w powiecie wołożyńskim.